# PdfTeX
Počítačový program pdfTeX je rozšířením Knuthova sázecího programu TeX a byl napsán a naprogramován Hàn Thế Thànhem v rámci jeho magisterské a disertační práce na Fakultě informatiky Masarykovy univerzity v Brně. Samotná myšlenka na tvorbu takového programu vznikla v 90. letech 20. století, kdy zakladatel fakulty Jiří Zlatuška s Philem Taylorem konzultovali spolu s Donaldem Knuthem ze Stanfordovy univerzity některé z nápadů na jeho další vývoj. Knuth posléze Hàn Thế Thànha potkal v roce 1996 během své návštěvy v Brně, kde od Masarykovy univerzity převzal čestný doktorát.
Dva hlavní znaky pdfTexu jsou mikrotypografická vylepšení: vysunutí interpunkce a dalších opticky nevýrazných znaků mimo sazební obrazec, které vzniklo zobecněním konceptu visící interpunkce, a úpravy šířky znaků, což je použití myšlenek Hermanna Zapfa pro zlepšení šedi vysázené stránky. Oba rozšiřují jádro programu a jsou popisovány v Hàn Thế Thànhově práci.
pdfTex je součástí nejnovějších verzí LaTeXu a ConTeXtu (včetně TeX Live, MacTeX a MikTeX) a je používán jako výchozí TeXovský program. Hlavní rozdíl mezi TeXem a pdfTeXem je, že zatímco výstupem TeXu je soubor ve formátu DVI, přímým výstupem pdfTeXu je soubor ve formátu PDF. Tímto je umožněna integrace PDF vlastností, jako jsou hypertextové odkazy a obsahové tabulky, užívající balíčky jako je hyperref.
Je také možné dostat jako výstup z pdfTeXu DVI soubor. Tento soubor by měl být identický s tím z TeXu, pokud nejsou v pdfTeXu aktivované speciální prvky mikrotypografie. Protože LaTeX, ConTeXt aj. jsou makro balíčky pro TeX, fungují stejně dobře i s pdfTeXem.